# Sector Derecho
Sector Derecho (en ucraniano: Пра́вий се́ктор, transliteración: Práviy séctor) es un partido político ultranacionalista y paramilitar ucraniano y brazo político del Cuerpo de Voluntarios de Ucrania formado por varias organizaciones en el Euromaidán en Kiev y en las posteriores protestas prorrusas de 2014 en Ucrania. El grupo fue ganando notoriedad desde entonces al ser parte activa e incluso protagonizar los disturbios y combates callejeros acaecidos en Kiev durante el Euromaidán a principios de 2014. Su número de miembros aumentó progresivamente hasta llegar a los 5000 entre finales de 2013 y principios de 2014. A finales de marzo de 2014, cuando se constituyó como partido político, se estimaba su número de afiliados en unos 10 000.
Se originó en noviembre de 2013 como una confederación paramilitar de derecha de varias organizaciones ultranacionalistas en la revuelta Euromaidan en Kiev, donde sus combatientes callejeros participaron en enfrentamientos con la policía antidisturbios.
Los grupos fundadores incluyeron el Tridente  (Tryzub), Dmitró Yárosh y Andriy Tarasenko Reino Unido, y la Asamblea Nacional de Ucrania - Autodefensa de Ucrania (UNA-UNSO), una organización política y paramilitar.  Otros grupos fundadores incluyeron la Asamblea Social-Nacional, y su ala paramilitar Patriota de Ucrania, White Hammer, y el Batallón Sich. White Hammer fue expulsado en marzo de 2014, y Patriota de Ucrania abandonó la organización, junto con muchos miembros de UNA-UNSO, en los meses siguientes.
El Sector Derecho ha sido descrito como un partido y movimiento político nacionalista de derecha, o de extrema derecha.  El Sector Derecho fue el segundo grupo político más mencionado en los medios rusos durante la primera mitad de 2014, y la televisión estatal rusa lo describió como neonazi.  En marzo de 2014, Associated Press declaró que no había encontrado pruebas de que el grupo hubiera cometido crímenes de odio.
En las elecciones parlamentarias ucranianas de 2014, Yarosh ganó un escaño en el parlamento como candidato del sector derecho al ganar un distrito uninominal con el 29,8% de los votos. El portavoz del sector derecho Boryslav Bereza también obtuvo un escaño como candidato independiente y de distrito con el 29,4% de los votos. En las elecciones parlamentarias ucranianas de 2019, el Sector Derecha participó en una lista unida de partidos de derecha radical a nivel nacional con la Iniciativa gubernamental de Yarosh, el Cuerpo Nacional y el Svoboda, no obtuvo escaños.
Desde el 5 de abril de 2015, Dmitró Yárosh (el Líder) ha actuado como asesor de las Fuerzas Armadas de Ucrania hasta el 11 de noviembre, fecha en que se retiró como líder del grupo. El 27 de diciembre anunció que él y su equipo se retirarían del grupo por completo, declarando que el Sector Derecho ya había cumplido su propósito de formar una estructura revolucionaria, por lo que él ya no era necesaria. En febrero de 2016, Yárosh formó una nueva organización llamada Iniciativa Gubernamental de Yárosh.
El Sector Derecho luchó en la guerra del Dombás con su propia ala paramilitar, el Cuerpo de Voluntarios de Ucrania. En abril de 2015, Yarosh fue nombrado asesor de las Fuerzas Armadas de Ucrania. En noviembre, Yarosh renunció formalmente como líder del grupo. En diciembre, anunció que él y su equipo se retirarían del grupo por completo, declarando que el Sector Derecho había cumplido su propósito "como estructura revolucionaria" y ya no era necesario. Afirmó que él y su facción estaban en contra de la actividad "pseudorrevolucionaria" que amenaza al Estado, del radicalismo marginal y de las revueltas violentas contra el gobierno. En una declaración emitida en respuesta a la partida de Yarosh, Sector Derecho dijo que el cisma se debía a que continuaba con un "camino revolucionario". La salida de Yarosh resultó en que al menos el 20% de los miembros del Sector Derecha se fueran con él. En febrero de 2016, Yarosh inició una nueva organización llamada Iniciativa Gubernamental de Yarosh. Desde el 19 de marzo de 2016, Tarasenko es el nuevo presidente de Sector Derecho.
En noviembre de 2022, el Cuerpo de Voluntarios de Ucrania se reformó como la 67.ª Brigada Mecanizada Separada y pasó a formar parte de las Fuerzas Terrestres de Ucrania. En 2024, la 67.ª Brigada se disolvió y sus miembros fueron transferidos a otras brigadas de las Fuerzas Terrestres, debido al presunto trato preferencial a los miembros del Sector Derecho, lo que provocó repetidas pérdidas en la Batalla de Chasiv Yar.

## Nombre
El nombre de la organización en ucraniano es Правий сектор (transliterado Pravyy Sektor), traducido como Sector Derecho. (Las publicaciones para el público general a menudo lo transliteran como Pravy Sektor o Pravyi Sektor.) Un relato deriva el nombre del esfuerzo del grupo por proteger el lado derecho de los manifestantes del Euromaidan en un momento durante las protestas de Maidan. Dmitró Yárosh  posee la marca comercial "Right Sector".  Los hablantes de ruso pueden referirse a los miembros del Sector Derecho como pravoseki (ruso: правосеки); singular: pravosek (ruso: правосек).

## Historia

### Orígenes

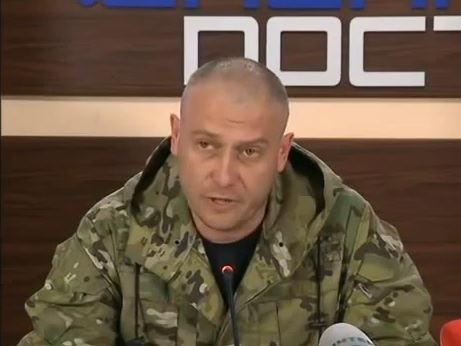
Dmytro Yarosh, Líder de Tryzub y exlíder del Sector Derecho.

Los orígenes de la organización se remontan a los partisanos ucranianos que lucharon en la Segunda Guerra Mundial con el Eje y contra la Unión Soviética. El Ejército Insurgente Ucraniano se asocia con el Sector Derecho.
Sector Derecho se formó a finales de noviembre de 2013 como una confederación de aficionados al fútbol que peleaban callejeramente y grupos nacionalistas de derecha: Patriota de Ucrania (Andriy Belitsky), la Asamblea Social-Nacional, Tridente (Dmytro Yarosh), UNA–UNSO (Yuriy Shukhevych), Martillo blanco y Sich del Cárpatos.

### Euromaidán
A finales de noviembre de 2013, se iniciaron en Ucrania y principalmente en Kiev, una serie de manifestaciones y disturbios de índole europeísta, para pedir la salida del presidente prorruso Víktor Yanukóvich. A principios de 2014 los disturbios se fueron agravando y la violencia tomó las calles, con el Pravy Sektor como principal responsable de los disturbios.
Los integrantes del Pravy Sektor protagonizaron los principales disturbios de Kiev, como los ocurridos en la avenida Hrushévskoho. El 19 de enero de 2014, el grupo alentó a sus miembros a traer botellas a las protestas para producir cócteles molotov y bombas. 
Además, según una editorial del periódico The Guardian, el Pravy Sektor fue el responsable del violento ataque del 1 de diciembre de 2013 a la administración ucraniana y también de provocaciones a la policía. Su líder, Dmitró Yárosh, declaró que acumulaba un letal arsenal de armas.
En febrero de 2014, cuando se radicalizaron las protestas del Euromaidán, los miembros del Pravy Sektor, armados con palos, cascos y bombas improvisadas, desataron una brutal violencia callejera contra la policía. Aficionados a las artes marciales, los radicales se entrenaban para un asalto final, mientras se levantaban barricadas en los alrededores de la plaza de la Independencia de Kiev e incluso se construían catapultas.
La tensión no paró de subir y los grupos radicales, con el Pravy Sektor al frente, empezaron a utilizar armas de fuego en los disturbios. El 20 de febrero (Jueves Negro) fue el punto culminante del Euromaidán. Durante los enfrentamientos entre manifestantes y policía murieron más de 60 personas y los opositores tomaron las riendas del país, ocupando las principales instituciones asentadas en Kiev. Finalmente, Víktor Yanukóvich huyó del país.

### Tras la caída de Yanukóvich

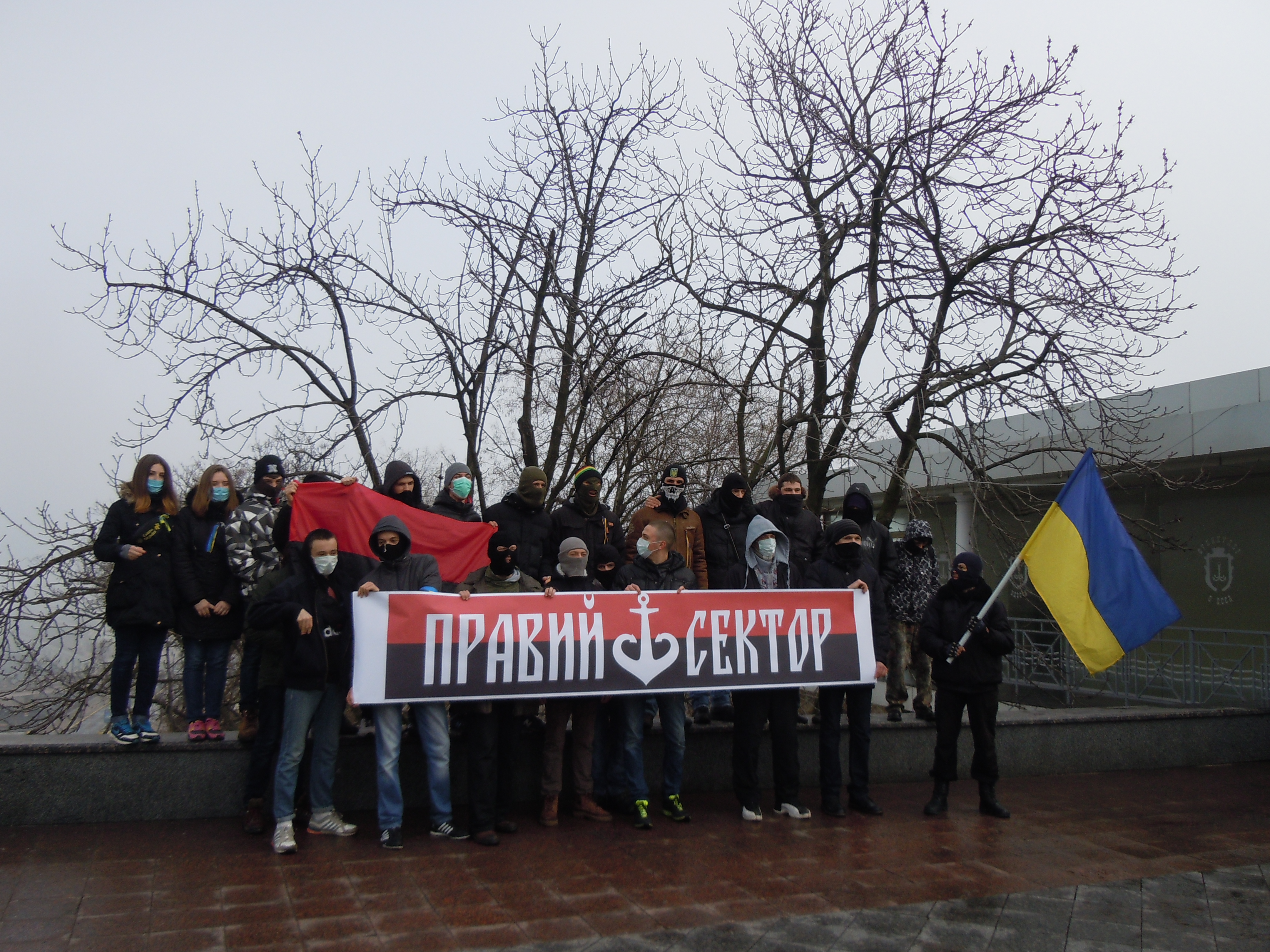
Activistas en Odesa sosteniendo una bandera de Pravy Sektor con diseño de ancla, 9 de febrero de 2014.

El Pravy Sektor ha sido descrito como el grupo mejor organizado y efectivo de las fuerzas del Euromaidán. Tras la caída del presidente Yanukóvich y con la policía retirándose de las calles, grupo de jóvenes, incluidos miembros del Sector Derecha, han estado patrullando las calles armados frecuentemente con bates.
Sin embargo, el 26 de febrero, los líderes del Sector Derecha fueron a la embajada israelí para expresar al embajador Reuven Din-El su rechazo sobre el antisemitismo, el chovinismo y la xenofobia, alejándose del partido político Svoboda.
Poco después, su líder, Dmitró Yárosh, anunció la división del Pravy Sektor en dos bloques: uno militar y otro político, que se presentaría a las elecciones del 25 de mayo. El grupo, a pesar de que los analistas informan de su escaso apoyo entre la población, quería afianzarse en otras ciudades además de Kiev, donde estaban asentados. Entre su programa destacaba la limpieza del poder y la reorganización del Ministerio del Interior, los servicios secretos y las fuerzas armadas. A pesar de desmarcarse del racismo y el antisemitismo, Yárosh sí afirmó su actitud negativa hacia los homosexuales y su propaganda.
El 19 de marzo crearon la Legión Rusa, una escisión del grupo constituido por ciudadanos rusos que quieren luchar contra el régimen de Putin, en respuesta a la intervención rusa en Crimea a finales de febrero y la posterior crisis en esa zona, que acabó con la incorporación de Crimea y Sebastopol a Rusia.
El 24 de marzo fue abatido en un tiroteo Oleksandr Muzychko, uno de los líderes y coordinador del Pravy Sektor, cuando se disponían a detenerlo en Rovno, al oeste del país. Además, junto a él fueron detenidos otros tres miembros más.
Muzychko era ya conocido por su radicalismo desde 2007, asegurando "luchar contra rusos, judíos y comunistas mientras tenga sangre en las venas", pero fue durante las protestas del Euromaidán cuando se dio a conocer cometiendo ataques contra funcionarios y negándose a entregar las armas después de la llegada del nuevo Gobierno al poder.
El 31 de marzo, un miembro del Pravy Sektor protagonizó un tiroteo que causó tres heridos. A raíz de esto, el gobierno ucraniano empezó a tomar medidas contra el grupo radical: la policía irrumpió en su sede, el hotel Dnipró de Kiev, donde incautaron armas y desalojaron a varios miembros del grupo, y horas más tarde, el Parlamento ucraniano ordenó desarmar a todos los grupos ilegales, incluido el Pravy Sektor. Además, el gobierno también planteó ilegalizar el Sector de Derechas, tras su llamada a las armas en el funeral de Muzychko y el intento de asalto a la Rada Suprema, con el fin de provocar la dimisión del ministro de Interior, Arsén Avákov.

### Conflicto prorruso de 2014 y resultados de las elecciones ucranianas de 2014
En abril de 2014, Sector Derecho anunció que había comenzado a formar un batallón especial en el Donbás para sus operaciones paramilitares en la guerra en el Donbás. El 22 de abril de 2014, insurgentes prorrusos en Sloviansk detuvieron al periodista estadounidense Simon Ostrovsky durante varios días bajo sospecha de espiar para el grupo.
Sector Derecho fue registrado oficialmente como partido político por el Ministerio de Justicia de Ucrania el 22 de mayo de 2014. Un jefe regional le dijo a The Wall Street Journal que estaba menos interesado en presentarse como candidato que en lograr que los políticos cumplieran sus promesas.
En la carrera presidencial del 25 de mayo de 2014, Yarosh recibió 127.000 votos, o el 0,7% del total emitido. En una encuesta realizada a mediados de mayo de 2014 por el grupo sociológico RATING, el propio partido obtuvo un 1,7%. El 13 de junio de 2014 la fiscalía de Kiev fue asaltada por personas que decían ser activistas del Sector Derecho. Yarosh negó la implicación de su organización y afirmó que no pudo haber dado órdenes de hacer un piquete contra "el hombre que ayudó a Euromaidán". El 15 de octubre de 2014, alrededor de 125 hombres enmascarados con insignias del Sector Derecho bloquearon la empresa Zaporizhstal; Sector Derecho negó su participación en este bloqueo y lo calificó como un intento de desacreditar a la organización. En las elecciones parlamentarias ucranianas de ese año Yarosh se presentó como candidato del Sector Derecho, obtuvo un escaño en el parlamento al ganar el distrito uninominal número 39, ubicado en el distrito de Vasilkivka, con el 29,76 % de los votos. El partido había competido en 35 distritos. Yarosh no se unió a ninguna facción en la Verkhovna Rada (el parlamento de Ucrania). En las mismas elecciones, Boryslav Bereza, jefe de información del Sector Derecho, también ganó un escaño como candidato independiente al ganar un distrito en Kiev con el 29,44% de los votos. Bereza tampoco se unió a una facción. El Sector Derecho no participó en las elecciones locales de Ucrania de octubre de 2015.

### Enfrentamiento con autoridades ucranianas en 2015
El 10 de julio de 2015, las fuerzas del gobierno ucraniano se enfrentaron con las fuerzas del Sector Derecho en la ciudad de Mukáchevo, ubicada en el oeste de Ucrania, dejando como saldo dos personas muertas y siete heridas. Según Yuri Lutsenko, líder de la facción parlamentaria del presidente ucraniano Petro Poroshenko, estos sucesos fueron resultado del conflicto de intereses entre grupos armados ilegales y una mafia que coopera abiertamente con las fuerzas del orden. Algunos líderes locales indicaron que el conflicto surgió cuando las fuerzas del Sector Derecho intentaron detener el lucrativo contrabando ilegal de cigarrillos hacia Europa Occidental, en el que las fuerzas del orden locales han sido cómplices. Las consecuencias inmediatas de los acontecimientos incluyeron la destitución de la dirección del servicio de aduanas del distrito local de Zakarpatia. El diputado ucraniano Mykhailo Lanyo, señalado en la red de contrabando, supuestamente huyó de Ucrania. El líder del Sector Derecho, Yarosh, hizo un llamado a la calma y negó que las tropas del Sector Derecho se estuvieran retirando del este de Ucrania.

### Después de la partida de Yarosh
Yarosh renunció al liderazgo del grupo el 11 de noviembre de 2015. A finales de diciembre de 2015 anunció que estaba formando un nuevo partido político que comenzaría a funcionar en febrero de 2016. En febrero de 2016, fundó la organización "Iniciativa Gubernamental de Yarosh". Tras la marcha de Yarosh, al menos el 20% de los miembros del Sector Derecho se marcharon con él. En el congreso del partido del 19 de marzo de 2016, Andriy Tarasenko fue elegido presidente del Sector Derecho. Antes del Euromaidán, él y Yarosh eran las figuras principales de la organización Tryzub (Tridente). Tarasenko prometió en marzo de 2016 que Sector Derecho participaría en todas las elecciones en Ucrania.
El 19 de enero de 2018, Sector Derecho y las organizaciones políticas nacionalistas ucranianas Congreso de Nacionalistas Ucranianos, Organización de Nacionalistas Ucranianos y C14 respaldaron la candidatura de Ruslan Koshulynskyi en las elecciones presidenciales ucranianas de 2019. En las elecciones, Koshulynskyi obtuvo el 1,6% de los votos.
En las elecciones parlamentarias ucranianas de 2019, Sector Derecho se unió a una lista unificada con los partidos políticos Svoboda, Iniciativa Gubernamental de Yarosh y Cuerpo Nacional.
 Yarosh quedó en tercer lugar en la lista de este partido, mientras que Tarasenko quedó en cuarto lugar. En las elecciones, obtuvieron el 2,15% de los votos, menos de la mitad del umbral electoral del 5%, y ningún escaño parlamentario a través de la lista nacional del partido. El partido tampoco obtuvo ningún escaño parlamentario en una circunscripción uninominal.
En las elecciones locales ucranianas de 2020, el partido obtuvo tres diputados (matemáticamente fue el 0,00% de todos los puestos disponibles). El 2 de noviembre de 2021, Yarosh dijo en las redes sociales que había sido nombrado asesor del comandante en jefe de las Fuerzas Armadas de Ucrania. En respuesta a una solicitud (de diciembre de 2021) de Ukrainska Pravda, el Estado Mayor de las Fuerzas Armadas de Ucrania se negó a revelar detalles de su supuesta cooperación con Yarosh citando la confidencialidad de la información solicitada. Antes de esta solicitud, el puesto de asesores públicos (del ejército) había sido eliminada.
En enero de 2022, el capitán Dmytro Kotsiubailo "Da Vinci" recibió el título de Héroe de Ucrania y la Orden de la Estrella de Oro por su valentía en el campo de batalla, otorgado por el presidente de Ucrania Volodímir Zelenski.
El 13 de marzo de 2025, el exlíder de la rama de Odesa del Sector Derecho, Demyan Hanul, fue asesinado en la ciudad de Odesa.

## Operativos paramilitares

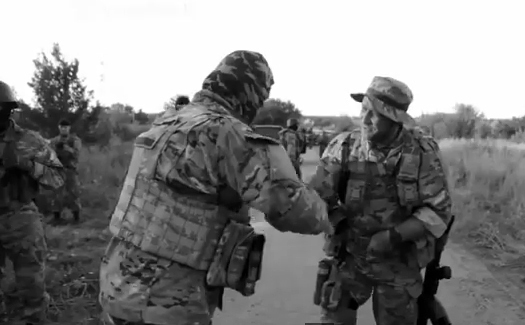
Yarosh (derecha) saludo al comandante del Batallón Dombás commander Semén Seménchenko, 12 de julio de 2014

El Sector Derecha se apoderó de armamento militar de un arsenal del Ministerio del Interior en el oeste de Ucrania, cerca de Lviv, hacia el final de la revolución de Maidan. El Sector Derecho entregó algunas armas a las autoridades ucranianas tras la revolución y conservó otras. 
Tras la caída del gobierno de Yanukovych, y con la policía prácticamente abandonando las calles de Kiev, grupos de jóvenes, incluyendo miembros del Sector Derecho, las patrullaban armados principalmente con bates de béisbol y, en ocasiones, con pistolas.  Según Yarosh, el Sector Derecho ha reclutado a oficiales retirados del Ministerio del Interior y de las agencias de seguridad. Declaró a Newsweek que, "como en cualquier ejército", cuenta con especialistas entrenados para utilizar misiles antiaéreos S-300. En 2022, el grupo seguía armado y operativo. En una entrevista con la Deutsche Welle a finales de 2015, Petro Poroshenko declaró que el Sector Derecho iba a ser desarmado y retirado de sus operaciones en el Donbás.

### Cuerpo de Voluntarios de Ucrania

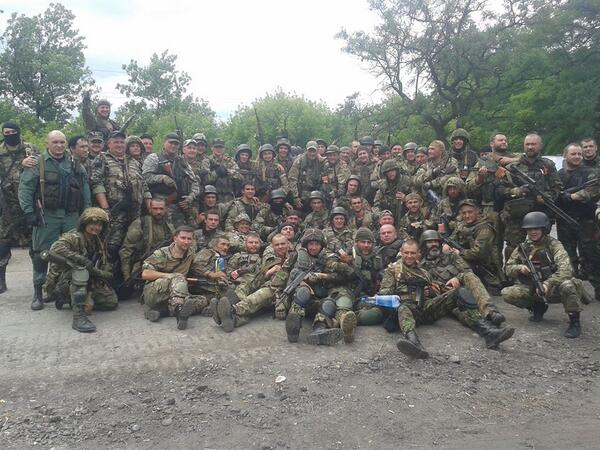
Peleadores del Cuerpo de Voluntarios de Ucrania

El Sector Derecho tiene su propio batallón de voluntarios que lucha en la Guerra del Dombás, el Cuerpo de Voluntarios de Ucrania (Добровольчий український корпус, ДУК en ucraniano, romanizado como Dobrovolʹchyy ukrayinsʹkyy korpus, DUK). Se formó a finales de abril de 2014. El 19 de julio de 2014, el Sector Derecho declaró estar dispuesto a contribuir con 5,000 personas al combate, si el ejército proporcionaba el equipo de combate adecuado. El Sector Derecho perdió doce combatientes en una emboscada a las afueras de Donetsk en agosto de 2014. Yarosh, el líder del grupo, prometió que su grupo vengaría las muertes. El 17 de agosto de 2014 Sector Derecho acusó al Ministerio del Interior de albergar a fuerzas contrarrevolucionarias que buscaban destruir el movimiento voluntario ucraniano. Se afirmaba que los seguidores del viceministro del Interior, Vladimir Yevdokimov, entre la policía, habían registrado o detenido ilegalmente a decenas de voluntarios del Sector Derecho y confiscado las armas que habían tomado en combate. El Ministro del Interior Arsén Avákov respondió, afirmando que ya había presentado una solicitud al presidente de Ucrania Petro Poroshenko para que Yevdokimov fuera destituido. La unidad militar del Sector Derecho incluía a unos cincuenta ciudadanos de Rusia y Bielorrusia en 2015. Los miembros provienen de toda Ucrania, incluyendo el Donbás y Crimea, Rusia y otras exrepúblicas soviéticas, así como de países occidentales. En diciembre de 2015, el líder del grupo, Dmytro Yarosh, anunció que los batallones 5.º y 8.º, y el batallón médico, se incorporarían a las Fuerzas Armadas de Ucrania tras su salida del Sector Derecho. El DUK, de ser posible, se integraría en la Guardia Nacional de Ucrania y, próximamente, reportaría al Ministerio del Interior o se incorporaría a las Fuerzas Terrestres de Ucrania. Los miembros provienen de toda Ucrania, incluyendo el Donbás y Crimea, Rusia y otras exrepúblicas soviéticas, así como de países occidentales. En diciembre de 2015, el líder del grupo, Dmytro Yarosh, anunció que los batallones 5.º y 8.º, y el batallón médico, se incorporarían a las Fuerzas Armadas de Ucrania tras su salida del Sector Derecho. El DUK, de ser posible, se integraría en la Guardia Nacional de Ucrania y, próximamente, reportaría al Ministerio del Interior o se incorporaría a las Fuerzas Terrestres de Ucrania. Cuando Yarosh abandonó el Sector Derecho en diciembre de 2015, se unió al DUK con él, formando el Ejército de Voluntarios de Ucrania (Українська добровольча армія, УДА, en ucraniano romanizado como Ukrayinsʹka dobrovolʹcha armiya, UDA).
En la invasión rusa de Ucrania de 2022, los voluntarios del Sector Derecho lucharon en el asedio de Mariupol y la Ofensiva de Ucrania Oriental. En esta última operación, Taras Bobanych, comandante del 2.º Batallón Separado del Cuerpo de Voluntarios Ucranianos, murió cerca de Izium. Fueron absorbidos oficialmente por las Fuerzas Terrestres como unidad de operaciones especiales. En noviembre de 2022, el Cuerpo de Voluntarios Ucranianos se reformó como la 67.ª Brigada Mecanizada Separada y se entrenaba en el Reino Unido.
En 2024, la 67.ª Brigada fue disuelta por el Alto Mando de Ucrania y sus soldados fueron transferidos a nuevas unidades. Una de las principales razones de la disolución de la brigada se debió a que la unidad perdió algunas posiciones clave en los combates en los alrededores de Chásiv Yar en el Óblast de Donetsk, donde se han producido intensos combates desde principios de 2024. Según Ukrainska Pravda, uno de los principales problemas dentro de la brigada era que la cúpula supuestamente separaba a los soldados del Sector Derecho de los reclutas transferidos desde otras partes durante los recientes reabastecimientos. La actitud hacia estos reclutas era que, a pesar de su falta de experiencia, solían ser los primeros en entrar en combate, lo que condujo a la brigada a la pérdida de territorio.

## Ideología

### Descripción del partido

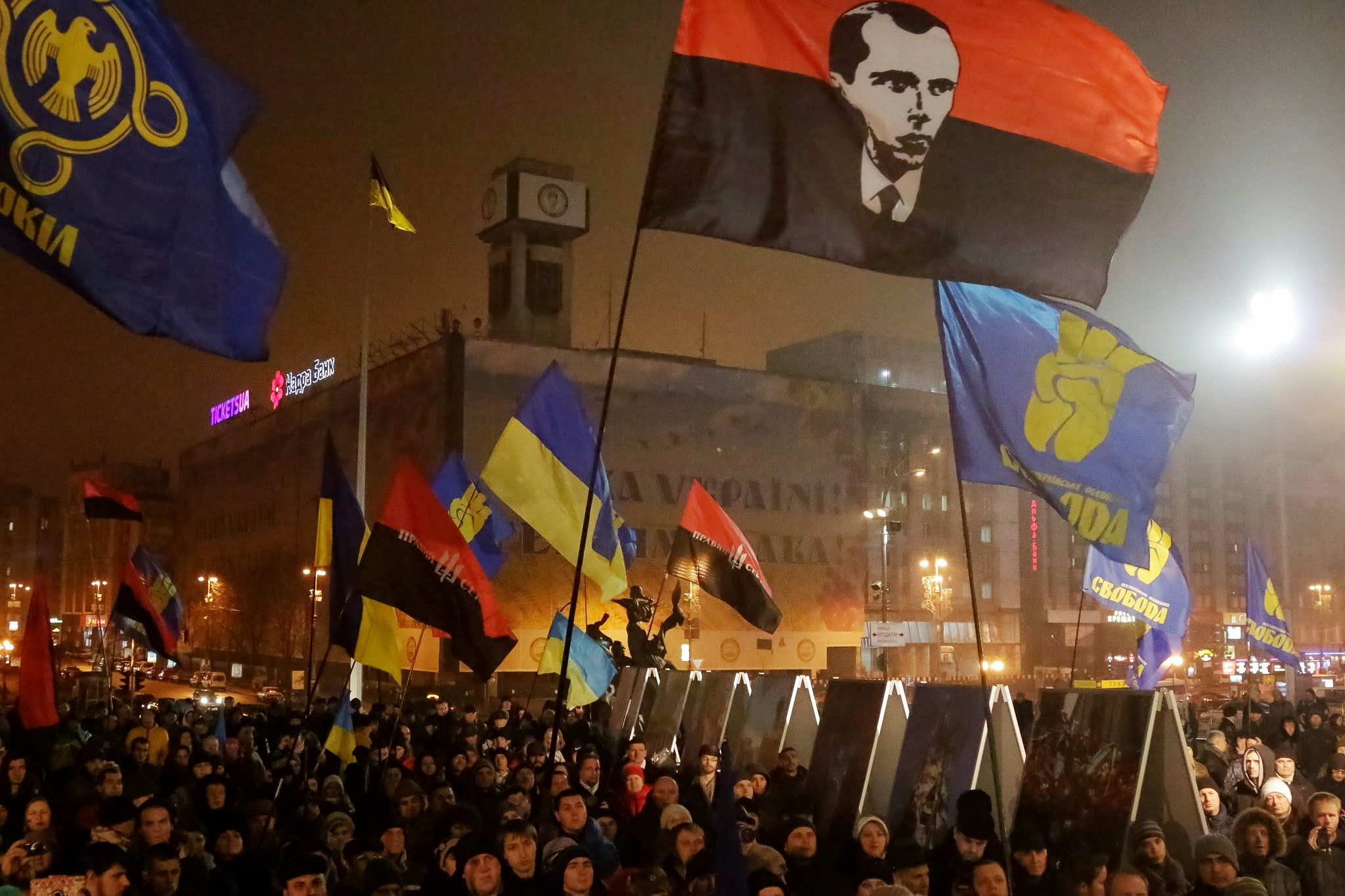
Marcha en Kyiv en el aniversario del natalicio de Stepan Bandera, 1 de enero de 2015

La ideología del partido se basa en la idea nacional ucraniana.
El partido cree que la idea de nación es más amplia que el concepto de pueblo como etnia, pero no se acerca al concepto cosmopolita de "nación política", siendo la nación una unidad consciente y efectiva de personas unidas en torno a la idea de libertad, basada en factores etnosociales y espiritualmente culturales.
Según el partido, el nacionalismo ucraniano es una ideología de libertad nacional, libertad individual y colectiva;  una idea y causa en nombre de Ucrania;  una ideología de defensa, preservación y afirmación estatal de la nación ucraniana;  y una filosofía de existencia nacional. El componente principal de la perspectiva nacionalista de Sector Derecho es el "Pensamiento Shevchenko", de carácter nacional-existencial. basada en la protección, el desarrollo y el resurgimiento de la nación con base en el imperativo nacional o el orden absoluto. Según su literatura, una visión idealista del mundo es intrínseca al nacionalismo ucraniano.

### Descripción en trabajos académicos
Los académicos Andreas Umland y Antón Shejovtsov escribieron en 2014 que Sector Derecho se formó como un conjunto de pequeños grupos, fuera del parlamento, que eran ultraconservadores e incluían una franja neonazi. En 2021, los politólogos Daniel Odin Shaw y Huseyn Aliyev describieron Sector Derecho como ultranacionalista, y describieron a su brazo paramilitar, la UDA, como una "forma genérica de ultranacionalismo ucraniano", que permitía la inclusión de minorías étnicas, incluyendo musulmanes tártaros de Crimea y chechenos, así como judíos, polacos, húngaros, griegos y romaníes.

### Descripciones en la prensa
En general, la prensa ha calificado al partido de extrema derecha. BBC News lo describió como un «grupo nacionalista ucraniano» y una «organización paraguas de grupos de extrema derecha». Sin embargo, otro artículo de BBC News describe el partido como de derecha. La revista Time lo ha descrito como «un grupo de derecha radical... una coalición de militantes ultranacionalistas», con una ideología que «raya en el fascismo»..The New York Times lo ha descrito como un "grupo nacionalista" y una "coalición de grupos nacionalistas ucranianos que antes eran marginales". The Guardian lo ha identificado como un "grupo nacionalista ucraniano", Reuters lo ha identificado como «grupo nacionalista de extrema derecha»; Agence France Presse como grupo «de extrema derecha»; y el Wall Street Journal como un «grupo paraguas para nacionalistas y activistas de extrema derecha». Die Welt, The New York Times y Le Monde diplomatique han descrito a algunos de los grupos constituyentes del grupo como de extrema derecha, neofascistas o neonazis, pero también han dicho que se distanciaron del antisemitismo. Según una publicación de The Washington Post, "En Ucrania operan varios grupos paramilitares nacionalistas, como el movimiento Azov y Sector Derecho, que defienden la ideología neonazi. Si bien son de alto perfil, parecen tener poco apoyo público. Solo un partido de extrema derecha, Svoboda, tiene representación en el parlamento ucraniano y solo ocupa un escaño".
La agencia de información y noticias rusa identificó a Pravy Sektor como un «grupo de oposición de extrema derecha radical» e indicó que «los medios de comunicación estatales rusos han intentado mostrar que las protestas fueron un movimiento predominantemente inspirado por el fascismo».La Associated Press lo ha calificado de «grupo ultranacionalista radical...demonizado por la propaganda estatal rusa como fascistas».
La cadena rusa RT lo ha identificado como un grupo de «neofascistas radicales ucranianos».
En un artículo para "Foreign Policy", Hannah Kozlowska declaró que la propaganda rusa intentó demonizar al gobierno ucraniano y justificar la anexión de Crimea, presentando a Sector Derecho como una poderosa fuerza neonazi empeñada en tomar el poder. Durante el primer semestre de 2014, Sector Derecho fue el segundo grupo político más mencionado en los medios de comunicación rusos en línea. Associated Press lo ha calificado de "grupo ultranacionalista radical... demonizado por la propaganda estatal rusa como fascistas". AP informó que no encontró evidencia de crímenes de odio por parte del grupo. La Agencia Rusa de Noticias e Información ha retratado a Sector Derecho como un "grupo opositor de extrema derecha radical" y ha declarado que "los medios estatales rusos han intentado presentar las manifestaciones como un movimiento predominantemente inspirado por el fascismo".

### Posicionamientos anti-LGBT
El historiador y politólogo Andreas Umland calificó a Sector Derecho como un grupo nacionalista radical y conservador ultracristiano. El 2 de junio de 2015, el partido envió una carta abierta al Alcalde de Kiev Vitali Klichkó pidiéndole que cancelara un desfile del orgullo que se celebraría dos días después alegando "peligro de provocaciones". La carta también citaba al arzobispo mayor de la Iglesia greco-católica ucraniana Sviatoslav Shevchuk afirmando que "Ucrania rechaza los valores falsos como ideología de género". La carta también afirmaba que los europeos aún mantienen una actitud ambigua hacia las personas LGBT, afirmando que "en Polonia el aborto está prohibido en general, por no mencionar el matrimonios entre personas del mismo sexo".
En una publicación de Facebook del 6 de junio de 2015, el líder del Sector Derecho Dmitró Yárosh afirmó que el desfile del orgullo gay "escupe sobre las tumbas de quienes murieron defendiendo a Ucrania" y prometió que los miembros del grupo "dejarían de lado otros asuntos para evitar que quienes odian la familia, la moral y la naturaleza humana lleven a cabo sus planes. Tenemos otras cosas que hacer, pero también tendremos que lidiar con este mal". El portavoz del Sector Derecho, Artem Skoropadskyi, declaró sobre el desfile del orgullo que "la propaganda gay es destructiva y daña a nuestra nación cristiana; no podemos permitirlo". El desfile del orgullo se celebró y, durante la marcha, cinco policías resultaron heridos en enfrentamientos después de que personas no identificadas atacaran la manifestación con bombas de humo y piedras. El Sector Derecho denunció la violencia, y Skoropadskyi declaró: "¡No podemos golpear a personas débiles como los homosexuales! ¡Es una vergüenza!".

### Política doméstica
En una entrevista, Yárosh declaró que Pravy Sektor y Svoboda «tienen mucho en común en cuanto a cuestiones ideológicas», pero que Pravy Sektor «no acepta para nada algunas posturas racistas que [los miembros de Svoboda] comparten». Tarasenko citó a Stepán Bandera, declarando: «Somos enemigos de aquellos que dicen que no existe Ucrania, los ucranianos o el idioma ucraniano.»
Según el periodista Oleg Shinkarenko, Yárosh ha indicado que Pravy Sektor se opone a la homosexualidad y también ha insinuado que el derecho de la nación prevalece sobre los derechos humanos. Según el New York Times: «Sector Derecho, una coalición de ultranacionalistas y en algunos casos organizaciones neonazis», ha intentado distanciarse del antisemitismo, citando el compromiso de Yárosh de luchar contra el racismo en Ucrania. Según el Spiegel Online, Dmitró Yárosh ha declarado que el antisemitismo no es parte de la ideología de Sector Derecho, aunque ha escrito un libro en el que dice: «me pregunto qué ocurrió para que la mayoría de multimillonarios de Ucrania sean judíos». Tarasenko ha declarado que el grupo no tiene «fobias», que respeta a todas las demás naciones y que apoya el modelo de estado nación.

### Política interna
Pravy Sektor defiende el derecho de llevar armas de la población civil, al igual que en Suiza. En general, los ucranianos en el sur y este de Ucrania ven a Pravy Sektor negativamente, y acusan a sus miembros de llevar a cabo una guerra contra esas regiones en nombre del gobierno en Kiev.

### Política internacional
En una entrevista con un importante periódico polaco, Tarasenko dijo que territorios de Polonia como Przemyśl deberían ser devueltos a Ucrania, aunque por vías diplomáticas, y que «no somos una nación imperial, no queremos las tierras de otros pueblos, solo queremos lo que es nuestro». También afirmó que Ucrania debería conseguir armas nucleares para sentirse a salvo entre Europa y Rusia. Tarasenko calificó de «absurda» la afirmación de que Bandera es responsable de la masacre de polacos en Volinia.
La web de Pravy Sektor dice que sus miembros desconfían de las «ambiciones imperiales» de tanto Rusia como Occidente, y el partido ha acusado a Rusia en particular de dividir a los ucranianos. Yárosh contó al Spiegel Online que las organizaciones anticristianas están actuando activamente en la UE, y que es la Comisión Europea quien tiene el control de los estilos de vida de las naciones miembros, como el matrimonio gay, y no las propias naciones. No ve a Europa o a la OTAN como socios potenciales y cree que son parte de una coalición contra Ucrania.

### Opiniones acerca de Europa
Pravy Sektor es el único grupo activista ucraniano que se opone a adherirse a la Unión Europea. No ve a Europa ni a la OTAN como un socio potencial y cree que son parte de una coalición contra Ucrania.

## Grupos que lo componen
Fuentes académicas y mediáticas han descrito a algunos de los grupos constituyentes de Sector Derecho como nacionalistas de derecha,ultranacionalista,neofascista, de ultraderecha,ultraconservador, paramilitar, e incluye elementos neonazis. Una pluralidad o mayoría de los miembros de Sector Derecho pertenecen a clubes de aficionados al fútbol que participan en luchas callejeras, o no tienen ninguna afiliación específica.

### Sich
Sich (Cárpatos Sich,Карпатська Січ en ucraniano) es un batallón cosaco de la región de Transcarpatia. Su nombre deriva del término ucraniano cosaco para designar un centro de mando y administración.

### Tryzub (Tridente)
Tryzub es una organización paramilitar ucraniana de extrema derecha fundada en 1993 por el Congreso de Nacionalistas Ucranianos (antigua facción pro-Bandera de la Organización de Nacionalistas Ucranianos). Su nombre completo es Organización Panucraniana Stepan Bandera "Tryzub" y afirma que su principal objetivo es crear un estado ucraniano unido e independiente. Según Tryzub, sus enemigos para lograr este objetivo son ″el imperialismo y el chovinismo, el fascismo y el comunismo, el cosmopolitismo y el pseudonacionalismo, el totalitarismo y la anarquía, cualquier mal que busque parasitar el sudor y la sangre de los ucranianos″.

### Asamblea Nacional de Ucrania - Autodefensa de Ucrania

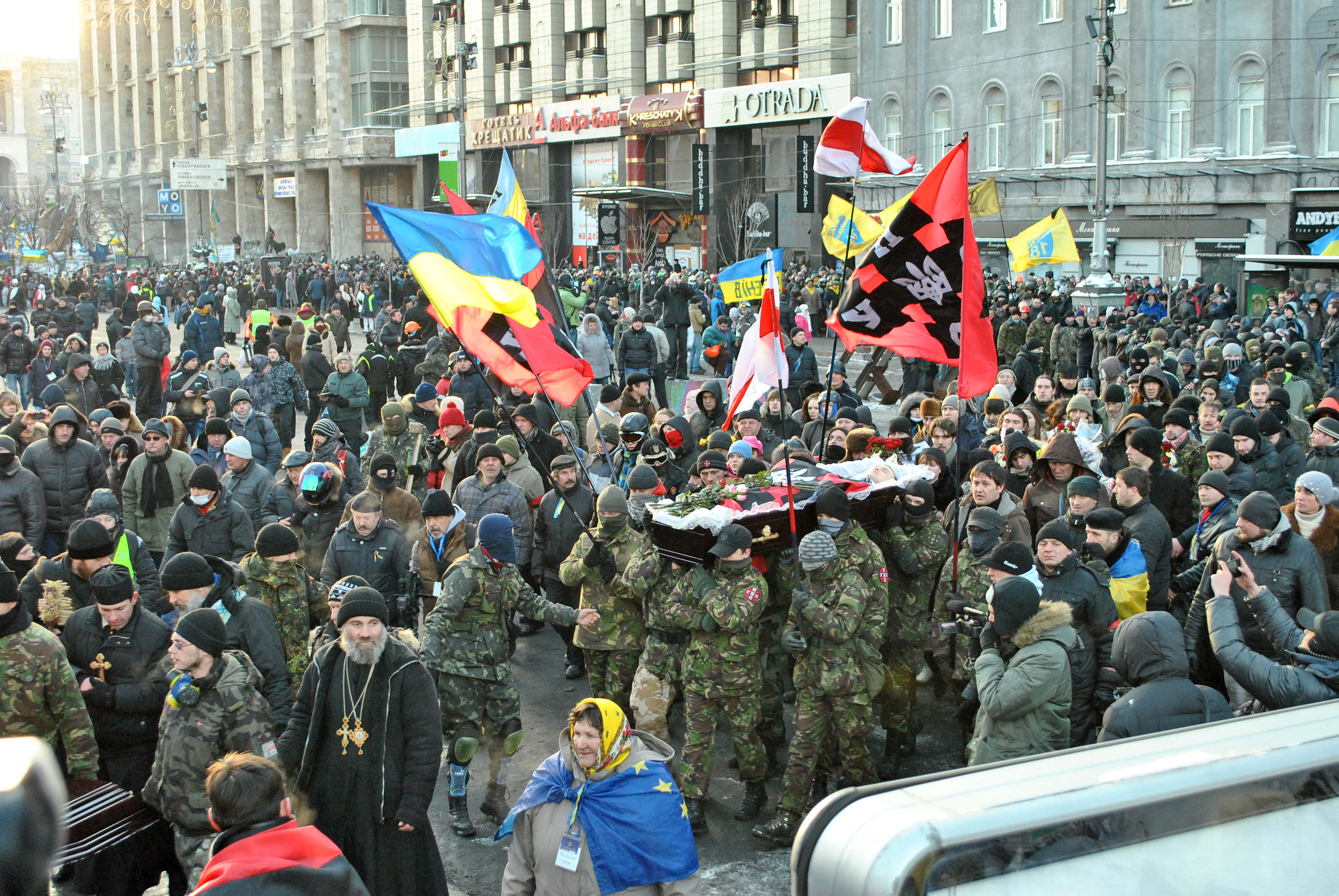
Miembros del UNA-UNSO en Kiev, 26 de enero de 2014

La Asamblea Nacional de Ucrania - Autodefensa de Ucrania  es una organización política ucraniana percibida como de extrema derecha en Ucrania y en el extranjero. La facción proporcionó un batallón de voluntarios que en 1993 participó en la guerra de Abjasia, que fue retratada en el documental "Sombras de guerra" de Heorhi Gongadze. Si bien la Asamblea Nacional de Ucrania (UNA) actuó como el ala política legal de la organización, el 22 de mayo de 2014 se fusionó con el Sector Derecho. La UNA-UNSO continúa operando de forma independiente.

## Estatus legal
Tras el comienzo de las hostilidades en el este de Ucrania, numerosos voluntarios se agruparon formando batallones de defensa del territorio; sin embargo, estos batallones eran parte legal de diversas agencias de seguridad ucranianas, la mayoría de las cuales dependían del Ministerio de Defensa o del Ministerio del Interior. Sus voluntarios debían acatar las órdenes de los comandantes asignados a estas agencias. En mayo de 2014, el grupo se registró como organización social bajo la legislación ucraniana.
En 2014, pasaron a ser registrados como una organización social bajo la ley ucraniana, a pesar de no ser oficial el estatus del Cuerpo de Voluntarios Ucranianos. El estatus del Cuerpo Voluntario Ucraniano no es oficial. En diciembre de 2021, el Estado Mayor de las Fuerzas Armadas de Ucrania se negó a revelar detalles sobre la cooperación con Yarosh, alegando la confidencialidad de la información solicitada.

## Resultados electorales

### Verkhovna Rada
| Año  | Número de votos | Porcentaje de votantes | Total de escaños ganados | Cambios de escaños | Posición en el gobierno |
| ---- | --------------- | ---------------------- | ------------------------ | ------------------ | ----------------------- |
| 2014 | 284,943         | 1.80 No. 12            | 1/450                    | 1                  | Oposición               |
| 2019 | 315,530         | 2.15 No. 11            | 0/450                    | 1                  | Extraparlamentario      |

### Elecciones presidenciales
| Año electoral | Candidato           | No. de votos en primera ronda | Porcentaje  | No. de votos en segunda ronda | Porcentaje |
| ------------- | ------------------- | ----------------------------- | ----------- | ----------------------------- | ---------- |
| 2014          | Dmitró Yárosh       | 127,772                       | 0.70 No. 11 | —                             | —          |
| 2019          | Ruslan Koshulynskyi | 307,240                       | 1.62 No. 9  | —                             | —          |